# Oude Tempellaan 16-18
Oude Tempellaan 16-18 in Soesterberg is een gemeentelijk monument in de gemeente Soest in de provincie Utrecht.
De dubbele villa werd in 1917 gebouwd onder toezicht van architect J.J. van Straalen voor weduwe Van Steijn. Deze had in 1913-1914 voor zichzelf het buitenhuis Egghermonde in de Banningstraat 6-8 laten bouwen. 
Het overstekende dak bestaat uit een schilddak met daarnaast twee zadeldaken met verschillende nokhoogten. Links van de naar voren staande topgevel is de toegangsdeur met een luifel onder de bovenlichten. Rechts de iets naar voren staande topgevel is een erker met daarboven een balkon. Meer naar rechts is de toegangsdeur van nummer 18. Ook aan de achtergevel is een erker gebouwd. 